# العلاقات الأوغندية التشيلية
العلاقات الأوغندية التشيلية هي العلاقات الثنائية التي تجمع بين أوغندا وتشيلي.

## مقارنة بين البلدين
هذه مقارنة عامة ومرجعية للدولتين:
| وجه المقارنة                                              | أوغندا                        | تشيلي                         |
| --------------------------------------------------------- | ----------------------------- | ----------------------------- |
| المساحة (كم2)                                             | 241.04 ألف                    | 756.10 ألف                    |
| عدد السكان (نسمة)                                         | 42.86 مليون                   | 17.37 مليون                   |
| الكثافة السكانية (ن./كم²)                                 | 177.81                        | 22.97                         |
| العاصمة                                                   | كامبالا                       | سانتياغو                      |
| اللغة الرسمية                                             | لغة إنجليزية، اللغة السواحلية | اللغة الإسبانية               |
| العملة                                                    | شيلينغ أوغندي                 | بيزو تشيلي، وحدة حساب تشيلية ‏ |
| الناتج المحلي الإجمالي (بليون دولار)                      | 25.89 مليار                   | 277.08 مليار                  |
| الناتج المحلي الإجمالي (تعادل القوة الشرائية) بليون دولار | 72.25 مليار                   | 419.39 مليار                  |
| الناتج المحلي الإجمالي الاسمي للفرد دولار أمريكي          | 705                           | 13.42 ألف                     |
| الناتج المحلي الإجمالي للفرد دولار أمريكي                 | 1.77 ألف                      | 22.07 ألف                     |
| مؤشر التنمية البشرية                                      | 0.483                         | 0.832                         |
| رمز المكالمات الدولي                                      | +256                          | +56                           |
| رمز الإنترنت                                              | .ug                           | .cl                           |
| المنطقة الزمنية                                           | ت ع م+03:00                   | 00، 00، 00، 00                |

## منظمات دولية مشتركة
يشترك البلدان في عضوية مجموعة من المنظمات الدولية، منها:
| علم المنظمة | اسم المنظمة                               | تاريخ انضمام أوغندا | تاريخ انضمام تشيلي |
| ----------- | ----------------------------------------- | ------------------- | ------------------ |
|             | مؤسسة التنمية الدولية                     | 27 سبتمبر 1963      | 30 ديسمبر 1960     |
|             | يونسكو                                    | 9 نوفمبر 1962       | 7 يوليو 1953       |
|             | وكالة ضمان الاستثمار متعدد الأطراف        | 10 يونيو 1992       | 12 أبريل 1988      |
|             | الأمم المتحدة                             | 25 أكتوبر 1962      | 24 أكتوبر 1945     |
|             | الفريق المعني برصد الأرض                  | ?                   | ?                  |
|             | الاتحاد البريدي العالمي                   | ?                   | ?                  |
|             | البنك الدولي للإنشاء والتعمير             | 27 سبتمبر 1963      | 31 ديسمبر 1945     |
|             | الاتحاد الدولي للاتصالات                  | 8 مارس 1963         | 1908               |
|             | منظمة حظر الأسلحة الكيميائية              | ?                   | ?                  |
|             | مؤسسة التمويل الدولية                     | 27 سبتمبر 1963      | 15 أبريل 1957      |
|             | المركز الدولي لتسوية المنازعات الاستشارية | 14 أكتوبر 1966      | 24 أكتوبر 1991     |
|             | منظمة التجارة العالمية                    | ?                   | ?                  |
|             | منظمة الشرطة الجنائية الدولية             | ?                   | ?                  |

## وصلات خارجية
- موقع وزارة الخارجية الأوغندية
- موقع وزارة الخارجية التشيلية